# MotoPark Toruń
Motopark Toruń – tor szkoleniowo-sportowy w Toruniu, mieszczący się na terenie ośrodka doskonalenia nauki jazdy Motopark Toruń przy ul. Łukasiewicza 66, na obrzeżach lotniska Bielany. Długość toru wynosi 1,05 km, szerokość 12 m. Ma nawierzchnię betonową. Liczy trzy zakręty, najdłuższa prosta ma długość 100 m. Odbywają się na nim zawody rallycrosowe oraz pokazy samochodów.